# Clement Mabothile Lebopo
Clement Mabothile Lebopo (ur. 31 grudnia 1974) – lesotyjski lekkoatleta, długodystansowiec, olimpijczyk.
Reprezentował Lesotho na igrzyskach olimpijskich 2008 w Pekinie w biegu maratońskim. Biegu tego nie ukończył, schodząc z trasy przed 10 km.
Reprezentant południowoafrykańskiego klubu Mr. Price Athletics Club.

## Rekordy życiowe
| Dystans             | Wynik (s) | Miejsce        | Data          |
| ------------------- | --------- | -------------- | ------------- |
| bieg na 5000 metrów | 14:19,32  | Tunis          | 15 lipca 1999 |
| półmaraton          | 1:03:05   | Port Elizabeth | 12 maja 2001  |
| maraton             | 2:13:42   | Durban         | 8 lutego 2009 |